# وویکا (ستارا پازووا)
وویکا (به صربی: Vojka) یک منطقهٔ مسکونی در صربستان است که در Stara Pazova Municipality واقع شده‌است.